# 諾布爾岩
67°52′S 68°41′W / 67.867°S 68.683°W
諾布爾岩（Noble Rocks），是南極洲的岩石，位於葛拉漢地的法利埃海岸，處於傑斯特岩以東的瑪格麗特灣，由19座岩石組成，在1909年由讓-巴蒂斯特·夏古率領的法國探險隊命名，現時由南極條約體系管理。